# Debos
Debos là một chi bướm đêm thuộc họ Geometridae.